# (3152) Jones
(3152) Jones est un astéroïde de la ceinture principale.

## Description
(3152) Jones est un astéroïde de la ceinture principale. Il fut découvert le 7 juin 1983 à Lac Tekapo par Alan C. Gilmore et Pamela M. Kilmartin. Il présente une orbite caractérisée par un demi-grand axe de 2,63 UA, une excentricité de 0,09 et une inclinaison de 11,3° par rapport à l'écliptique.
Il est nommé en l'honneur d'Albert F. A. L. Jones.

## Compléments